# Grandeur sans dimension
 (avril 2017).
Si vous disposez d'ouvrages ou d'articles de référence ou si vous connaissez des sites web de qualité traitant du thème abordé ici, merci de compléter l'article en donnant les références utiles à sa vérifiabilité et en les liant à la section « Notes et références ».

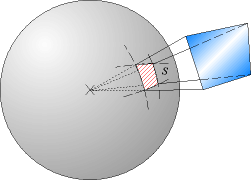
Le stéradian, unité de mesure de l'angle solide, est sans dimension.

Une grandeur sans dimension ou  adimensionnelle est une grandeur physique dont la dimension vaut {\displaystyle 1}, ce qui revient à dire que tous ses exposants dimensionnels sont nuls :
Une grandeur adimensionelle peut être obtenue à partir d'une combinaison de grandeurs dimensionnées, dont l'analyse dimensionnelle permet de vérifier la dimension. Une grandeur adimensionelle peut cependant posséder une unité, par exemple les angles dont l'unité est le radian. D'autres exemples de grandeurs adimensionnées sont l'indice de réfraction ou la densité.
Les grandeurs adimensionnelles interviennent particulièrement en mécanique des fluides et dans la description de phénomène de transfert pour la similitude de modèles réduits ou théorie des maquettes. Elles sont parfois appelées nombres caractéristiques.

## Des nombres caractéristiques utiles
Le domaine d'application par excellence des nombres adimensionnels est la mécanique des fluides. Il existe des centaines de nombres dont une grande partie réservée à des sujets très spécialisés,,,. Une liste non exhaustive est donnée ci-après des nombres adimensionnels les plus courants.

### Liste commune
| Nom                                  | Symbole                     | Domaines d'utilisation                                      | Type de rapport |
| ------------------------------------ | --------------------------- | ----------------------------------------------------------- | --- |
| Nombre d'Abbe                        | V                           | Optique                                                     | angle de réfraction/angle de dispersion |
| Nombre d'absorption                  | Ab                          | Transfert de masse                                          | temps d'exposition/temps d'absorption |
| Nombre d'accélération                | Ac                          | Mécanique des fluides                                       | force d'accélération/force de gravité |
| Nombre d'Alfven                      | Al                          | Magnétohydrodynamique                                       | vitesse du fluide/vitesse de l'onde d'Alfven |
| Nombre d'Archimède                   | Ar                          | Mécanique des fluides                                       | force de gravité*force d'inertie/force visqueuse2 |
| Nombre d'Arrhénius                   | γ                           | Cinétique chimique                                          | énergie d'activation/énergie potentielle |
| Nombre d'Atwood                      | At                          | Mécanique des fluides                                       | différence de densités/somme de densité |
| Nombre d'or                          | Phi, φ                      | Mathématiques                                               | unique rapport entre deux longueurs telles que le rapport de leur somme à la plus grande soit égal à celui de la plus grande sur la plus petite                                                                |
| Nombre de Bagnold                    | Ba                          | Rhéologie                                                   | énergie dissipée par frottement visqueux/énergie dissipée par choc |
| Nombre de Bansen                     | Ba                          | Transfert thermique                                         | énergie transférée par radiation/capacité thermique du fluide |
| Nombre de Bejan                      | Be                          | Mécanique des fluides, transfert thermique, thermodynamique | entropie générée par transfert thermique/entropie totale générée |
| Nombre de Best (ou de Davies)        |                             | Mécanique des fluides des bas nombres de Reynolds           | Produit du Cx quadratique par le carré du Nombre de Reynolds, le Nombre de Best est indépendant de la vitesse des particules                                                                                   |
| Nombre de Bingham                    | Bm                          | Rhéologie                                                   | limite d'élasticité/force visqueuse |
| Nombre de Biot                       | Bi                          | Transfert thermique, de masse                               | transfert à la surface du corps/transfert dans un corps |
| Nombre de Blake                      | Bl                          | Mécanique des fluides                                       | force d'inertie/force visqueuse (nombre de Reynolds pour lit de particule) |
| Nombre de Blondeau                   | {\displaystyle B_{\kappa }} | Sciences du sport                                           | Sports d'équipe: durée du match comparée au temps nécessaire pour traverser le milieu de terrain |
| Nombre de Bodenstein                 | Bo                          | Transfert de masse, mécanique des fluides                   | transfert de masse convectif/transfert de masse par dispersion |
| Nombre de Boltzmann                  | Bo                          | Transfert thermique                                         | équivalent au nombre de Thring |
| Nombre de Bond                       | Bo                          | Mécanique des fluides                                       | équivalent au nombre d'Eötvös |
| Nombre de Bouguer                    | Bg                          | Transfert thermique                                         | transfert thermique par radiation dans un gaz chargé de poussières |
| Nombre de Boussinesq                 | Bq                          | Mécanique des fluides                                       | force d'inertie/force de gravité |
| Nombre de Brinkman                   | Br                          | Transfert thermique, rhéologie                              | chaleur produite par dissipation des forces visqueuses dissipée/chaleur transférée par conduction |
| Nombre de Bulygin                    | Bu                          | Transfert thermique                                         | énergie utilisée pour évaporer le liquide/énergie utilisée amener le liquide à ébullition |
| Nombre capillaire                    | Ca                          | Mécanique des fluides                                       | force visqueuse/tension superficielle |
| Nombre de capillarité                | Cap                         | Mécanique des fluides                                       | force capillaire/force de filtration |
| Nombre de Carnot                     | Ca                          | Énergie                                                     | Efficacité du cycle de Carnot |
| Nombre de Cauchy                     | Ca                          | Rhéologie                                                   | force d'inertie/force élastique |
| Nombre de cavitation                 | σc                          | Mécanique des fluides                                       | différence de pression/pression dynamique |
| Nombre de Clausius                   | Cl                          | Transfert thermique                                         | énergie cinétique/transfert thermique par conduction |
| Facteur J de Chilton et Colburn (en) | jH, jM                      | Transfert thermique, de masse, de moment                    | |
| Nombre de condensation               | Co                          | Transfert thermique                                         | force visqueuse/force de gravité |
| Facteur de contraction               | α                           | Relativité                                                  | {\displaystyle \alpha \equiv {\frac {\sqrt {c^{2}-v^{2}}}{c}}={\sqrt {1-v^{2}/c^{2}}}={\sqrt {1-\beta ^{2}}}={\frac {\mathrm {d} \tau }{\mathrm {d} t}}={\frac {1}{\gamma }}} (où γ est le facteur de Lorentz) |
| Nombre de Courant                    | Co                          | Mathématiques, informatique                                 | Rapport du pas de temps au temps convectif à l'échelle du pas du maillage |
| Nombre de Cowling                    | Co                          | Magnétohydrodynamique                                       | vitesse de l'onde d'Alfven/vitesse du fluide |
| Nombre de Crocco                     | Cr                          | Mécanique des fluides                                       | vitesse d'un gaz/vitesse maximale d'un gaz détendu à 0 K isentropiquement |
| Nombre de Damköhler                  | Da                          | Cinétique chimique                                          | vitesse de réaction chimique/vitesse de transfert des réactifs |
| Nombre de Dean                       | D                           | Mécanique des fluides                                       | force d'inertie/force visqueuse (nombre de Reynolds pour tube courbe) |
| Densité                              | d                           | Physique, chimie, biologie                                  | masse volumique du corps/masse volumique du corps de référence (Pression et Température identiques pour des corps gazeux)                                                                                      |
| Nombre de Deborah                    | De                          | Rhéologie                                                   | temps de relaxation d'un corps/temps de l'expérience (équivalent au nombre de Weissenberg dans certains cas)                                                                                                   |
| Nombre de Debye                      | Dy                          | Mesure                                                      | longueur de Debye/diamètre de la sonde de mesure |
| Nombre de Deryagin                   | De                          | Mécanique de fluides                                        | épaisseur du film/longueur capillaire |
| Nombre de Dufour                     | Du2                         | Transfert thermique                                         | chaleur transférée par conduction/chaleur transférée par convection |
| Nombre de Dulong                     | Du                          | Mécanique des fluides                                       | équivalent au nombre d'Eckert |
| Constante de Neper                   | e                           | Mathématiques                                               | base du logarithme naturel |
| Nombre d'Eckert                      | Ec                          | Mécanique des fluides                                       | énergie cinétique/enthalpie du fluide |
| Nombre d'Einstein                    | Ei                          | Magnétohydrodynamique                                       | équivalent au nombre de Lorentz |
| Nombre d'Ekman                       | Ek                          | Mécanique des fluides                                       | force visqueuse/force de Coriolis |
| Nombre d'Ellis                       | El                          | Mécanique des fluides                                       | |
| Nombre d'Elsasser                    | El, Λ                       | Magnétohydrodynamique                                       | force de Lorentz/force de Coriolis |
| Nombre d'Eötvös                      | Eo                          | Mécanique des fluides                                       | force de gravité/tension superficielle |
| Nombre d'Ericksen (en)               | Er                          | Rhéologie                                                   | |
| Nombre d'Euler (physique)            | Eu                          | Mécanique des fluides                                       | force de pression/force d'inertie |
| Nombre d'évaporation                 | E                           | Transfert thermique                                         | |
| Nombre d'explosion                   | E                           | Explosion                                                   | |
| Nombre de Fedorov                    | Fe                          | Mécanique des fluides                                       | flux de particules/flux gaz porteur (lit fluidisé) |
| Nombre de Fliegner                   | Fn                          | Mécanique des fluides                                       | |
| Nombre de Fourier                    | Fo                          | Transfert thermique, de masse                               | transfert thermique par conduction/accumulation d'énergie |
| Nombre de Fresnel                    | F                           | Optique                                                     | |
| Nombre de Froude                     | Fr                          | Mécanique des fluides                                       | force d'inertie/force de gravité |
| Nombre de Früh                       |                             | Mécanique des fluides                                       | |
| Nombre de Galilée                    | Ga                          | Mécanique des fluides                                       | force de gravité/force visqueuse |
| Nombre de Gay-Lussac                 | Gc                          | Transfert thermique                                         | différence de température/coefficient d'augmentation de pression isochore |
| Nombre de Goldberg                   | Γ                           | Acoustique                                                  | Absorption/effets non-linéaires |
| Nombre de Görtler                    | G                           | Mécanique des fluides                                       | |
| Nombre de Goucher                    | Go                          | Mécanique des fluides                                       | (force de gravité/tension superficielle)0.5 |
| Nombre de Graetz                     | Gz                          | Transfert thermique                                         | capacité thermique du fluide/chaleur transférée par conduction |
| Nombre de Grashof                    | Gr                          | Mécanique des fluides                                       | force d'inertie*poussée d'Archimède/force visqueuse2 |
| Nombre de Gukhman                    | Gu                          | Transfert thermique                                         | critère pour transfert thermique convectif par évaporation |
| Nombre de Hagen                      | Ha                          | Mécanique des fluides                                       | |
| Nombre de Hartmann                   | Ha                          | Magnétohydrodynamique                                       | force de Laplace/force visqueuse |
| Nombre de Hatta                      | Ha                          | Cinétique chimique                                          | vitesse de réaction chimique sans transfert de masse/transfert de masse |
| Nombre de Hedström                   | He                          | Rhéologie                                                   | limite de plasticité*force d'inertie/force visqueuse2 |
| Nombre de Helmholtz                  | He                          | Acoustique                                                  | longueur caractéristique/longueur d'onde |
| Nombre de Hersey                     | Hs                          | Tribologie                                                  | force de charge/force visqueuse |
| Nombre de Hodgson                    | Ho                          | Mesure                                                      | constante de temps du système/période de pulsation |
| Nombre de Hooke                      | Ho                          | Rhéologie                                                   | équivalent au nombre de Cauchy |
| Nombre de Jakob                      | Ja                          | Transfert thermique                                         | chaleur latente/chaleur sensible (vaporisation) |
| Nombre de Jakob                      | Ja                          | Transfert thermique                                         | chaleur sensible/chaleur latente (vaporisation) |
| Nombre de Jeffreys                   | Je                          | Mécanique des fluides, géophysique                          | force de gravité/force visqueuse |
| Nombre de Joule                      | Jo                          | Magnétisme                                                  | énergie thermique par effet Joule/énergie du champ magnétique |
| Nombre de Karlovitz                  | Ka                          | Mécanique des fluides                                       | temps chimique/temps de Kolmogorov |
| Nombre de Karman                     | Ka                          | Mécanique des fluides, magnétohydrodynamique                | mesure de la turbulence dans un flux |
| Nombre de Keulegan-Carpenter (en)    | KC                          | Mécanique des fluides                                       | |
| Nombre de Kirpichev                  | Ki                          | Transfert thermique, de masse                               | transfert en surface/ transfert dans le solide |
| Nombre de Kirpitcheff                | Kir                         | Mécanique des fluides                                       | flux en présence de corps immergés |
| Nombre de Knudsen                    | Kn                          | Mécanique des fluides                                       | distance libre/longueur caractéristique |
| Nombre de Kossovitch                 | Ko                          | Transfert thermique                                         | énergie d'évaporation/énergie de chauffer le solide mouillé |
| Nombre de Kronig                     | Kr                          | Transfert thermique                                         | force électrostatique/force visqueuse |
| Nombre de Kutateladze                | Ku                          | Transfert thermique, arc électrique                         | |
| Nombre de Lagrange                   | La                          | Mécanique des fluides                                       | force de pression/force visqueuse |
| Nombre de Laplace                    | La                          | Mécanique des fluides                                       | tension superficielle et forces d'inertie/forces visqueuse (cf. nombre d'Ohnesorge) |
| Nombre de Laval                      | La                          | Mécanique des fluides                                       | vitesse linéaire/vitesse du son critique |
| Nombre de Leroux                     | Ler                         | Mécanique des fluides                                       | équivalent au nombre de cavitation |
| Nombre de Leverett                   | J                           | Mécanique des fluides                                       | longueur caractéristique d'une courbe/dimension caractéristique d'un pore |
| Nombre de Lewis                      | Le                          | Transfert de masse et thermique                             | diffusivité thermique/diffusivité massique |
| Nombre de Lorentz[réf. nécessaire]   | Lo                          | Magnétohydrodynamique                                       | vitesse/vitesse de la lumière, = vitesse réduite |
| Facteur de Lorentz                   | γ                           | Relativité                                                  | {\displaystyle \gamma \equiv {\frac {c}{\sqrt {c^{2}-v^{2}}}}={\frac {1}{\sqrt {1-v^{2}/c^{2}}}}={\frac {1}{\sqrt {1-\beta ^{2}}}}={\frac {1}{\alpha }}={\frac {\mathrm {d} t}{\mathrm {d} \tau }}}            |
| Nombre de Luikov                     | Lu                          | Transfert thermique et de masse                             | diffusivité massique/diffusivité thermique (dans solide poreux) |
| Nombre de Lukomskii                  | Lu                          | Transfert thermique et de masse                             | |
| Nombre de Lundquist                  | Lu                          | Magnétohydrodynamique                                       | vitesse d'Alfvén/vitesse de diffusion résistive |
| Nombre de Lyashchenko                | Ly                          | Mécanique des fluides                                       | (force d'inertie)/(force visqueuse*force de gravité) |
| Nombre de Lykoudis                   | Ly                          | Magnétohydrodynamique                                       | |
| Nombre de Mach                       | Ma                          | Mécanique des fluides                                       | vitesse du fluide/vitesse du son |
| Nombre de Marangoni                  | Mg                          | Transfert thermique, mécanique des fluides                  | |
| Nombre de Margoulis                  | Ms                          | Transfert thermique, transfert de masse                     | équivalent au nombre de Stanton |
| Nombre de Margulis                   | Mr                          | Transfert thermique, transfert de masse                     | équivalent au nombre de Stanton |
| Nombre de Markstein                  | M                           | Combustion                                                  | rapport de deux longueurs caractéristiques de la flamme |
| Nombre de Merkel                     | Me                          | Transfert de masse                                          | masse d'eau transférée par unité de différence d'humidité/masse de gaz sec |
| Nombre de Miniovich                  | Mn                          | Porosité                                                    | taille des pores/porosité |
| Nombre de Mondt                      | Mo                          | Transfert thermique                                         | chaleur transférée par convection/chaleur transférée par conduction longitudinale dans surface d'échange |
| Nombre de Morton                     | Mo                          | Mécanique des fluides                                       | |
| Nombre de Nahme (de)                 | Na                          | Rhéologie                                                   | |
| Nombre de Naze                       | Na                          | Magnétohydrodynamique                                       | vitesse d'Alfven/vitesse du son |
| Nombre de Newton                     | Ne                          | Mécanique des fluides                                       | force de résistance/force d'inertie |
| Nombre de Nusselt                    | Nu                          | Transfert thermique                                         | transfert thermique total/transfert thermique par conduction |
| Nombre d'Ocvirk                      | Oc                          |                                                             | force de charge sur roulement à billes/force visqueuse |
| Nombre d'Ohnesorge                   | Oh                          | Mécanique des fluides                                       | force visqueuses/tension superficielle |
| Nombre de Péclet                     | Pe                          | Transfert thermique et de masse                             | transfert par convection/transfert par diffusion ou conduction |
| Nombre de Peel                       |                             |                                                             | |
| Nombre de pipeline                   | pn                          | Mécanique des fluides                                       | pression due au coup de bélier/pression statique |
| Nombre de plasticité                 | Np                          | Rhéologie                                                   | équivalent au nombre de Bingham |
| Constante d'Archimède                | Pi, π                       | Mathématiques                                               | Rapport constant de la circonférence d’un cercle à son diamètre dans un plan euclidien. |
| Nombre de Poiseuille                 | Ps                          | Mécanique des fluides                                       | force de pression/force visqueuse |
| Nombre de Pomerantsev                | Pm                          | Transfert thermique                                         | équivalent au nombre de Damköhler |
| Nombre de Posnov                     | Pn                          | Transfert thermique et de masse                             | |
| Nombre de Prater                     |                             |                                                             | |
| Nombre de Prandtl                    | Pr                          | Mécanique des fluides, transfert thermique                  | diffusivité de moment/diffusivité thermique |
| Nombre de Predvoditelev              | Pd                          | Transfert thermique                                         | changement de température d'un fluide/changement de température d'un corps immergé dans le fluide |
| Nombre de pression                   | Kp                          | Mécanique des fluides                                       | pression absolu/différence de pression à travers une surface |
| Nombre de puissance                  | Np                          | Mécanique des fluides                                       | force d'entraînement(agitateur)/force d'inertie |
| Nombre de radiation                  | Nr                          | Transfert thermique                                         | |
| Nombre de Ramzin                     | Ks                          | Transfert thermique                                         | |
| Nombre de Rayleigh                   | Ra                          | Mécanique des fluides                                       | convection naturelle/diffusion |
| Nombre de Reech                      | Re                          | Mécanique des fluides                                       | inverse du nombre de Froude |
| Nombre de Reynolds                   | Re                          | Mécanique des fluides                                       | force d'inertie/force visqueuse |
| Nombre de Richardson                 | Ri                          | Mécanique des fluides                                       | poussée d'Archimède/force turbulente |
| Nombre global de Richardson          | BRN                         | Météorologie                                                | énergie potentielle de convection disponible/cisaillement vertical des vents dans un orage |
| Nombre de Romankov                   | Ro                          | Transfert thermique                                         | |
| Nombre de Roshko (en)                | Ro                          | Mécanique des fluides                                       | équivalent au nombre de Stokes |
| Nombre de Rossby                     | Ro                          | Mécanique des fluides                                       | force d'inertie/force de Coriolis |
| Nombre de Rouse                      | R                           | Mécanique des fluides, transport sédimentaire               | vitesse de chute/vitesse de frottement |
| Nombre de Russell                    | Ru                          | Mécanique des fluides                                       | force d'inertie/poussée d'Archimède |
| Nombre de Sachs                      | Sa                          | Explosion                                                   | |
| Nombre de Sarrau                     | Sa                          | Mécanique des fluides                                       | équivalent au nombre de Mach |
| Nombre de Schiller                   | Sch                         | Mécanique des fluides                                       | force d'inertie/(force visqueuse*coefficient de traînée) |
| Nombre de Schmidt                    | Sc                          | Mécanique des fluides, transfert de masse                   | diffusivité de moment/diffusivité massique |
| Nombre de Semenov                    | Sm                          | Transfert de masse et thermique                             | équivalent au nombre de Lewis |
| Nombre de Sherwood                   | Sh                          | Transfert de masse                                          | transfert massique total/transfert massique par diffusion |
| Nombre de Smoluchowski               |                             | Mécanique des fluides                                       | inverse du nombre de Knudsen |
| Nombre de Sommerfeld (en)            | S                           | Mécanique des fluides                                       | force visqueuse/force de charge |
| Nombre de Spalding                   | B                           | Transfert de masse                                          | évaporation (loi du d2) |
| Nombre de Stanton                    | St                          | Transfert thermique et de masse                             | transfert total/transfert par convection |
| Nombre de Stefan                     | Se                          | Transfert thermique                                         | chaleur sensible/chaleur latente (fusion) |
| Nombre de Stewart                    | St, N                       | Magnétohydrodynamique                                       | force magnétique/force d'inertie |
| Nombre de Stokes                     | S                           | Mécanique des fluides                                       | force d'inertie particule/force d'entraînement(fluide) |
| Nombre de Strouhal                   | Sr                          | Mécanique des fluides                                       | vitesse de vibration/vitesse de translation |
| Nombre de Stuart                     | St, N                       | Magnétohydrodynamique                                       | équivalent au nombre de Stewart |
| Nombre de Suratman                   | Su                          | Mécanique des fluides                                       | équivalent au nombre de Laplace |
| Nombre de Taylor                     | Ta                          | Mécanique des fluides                                       | force centrifuge/force visqueuse |
| Nombre de Thiele                     | mT, ϕ                       | Cinétique chimique, transfert de masse                      | vitesse de réaction chimique/flux diffusif des réactifs |
| Nombre de Thoma                      | σT                          | Mécanique des fluides                                       | différence de pression due à la cavitation/différence de pression due à la pompe |
| Nombre de Thomson                    | Th                          | Mécanique des fluides                                       | équivalent au nombre de Strouhal |
| Nombre de Thring                     | Th                          | Transfert thermique                                         | capacité thermique du fluide/chaleur transférée par radiation |
| Nombre de Toms                       | To                          | Aéronautique                                                | débit de carburant/force de frottement |
| Vitesse réduite                      | β                           | Relativité                                                  | vitesse/(vitesse de la lumière dans le vide) |
| Nombre de Weber                      | We                          | Mécanique des fluides                                       | forces d'inertie/tension superficielle |
| Nombre de Weissenberg (en)           | Wi                          | Rhéologie                                                   | produit du temps de relaxation d'un corps et de la vitesse de déformation/une distance (sous certaines conditions)                                                                                             |
| Nombre de Womersley                  | Wo                          | Mécanique des fluides                                       | force d'inertie stationnaire/force visqueuse |
| Nombre de Zeldovitch                 | β                           | Combustion                                                  | défini à partir des températures du milieu et de l'énergie d'activation |
| Nombre de Zukoski                    | Q*                          | Incendie                                                    | puissance du feu / flux enthalpique du débit passant par le foyer |

### Nombre adimensionel en cosmologie
- Nombre d’e-fold
- Paramètre de densité
- Redshift

## Similitude des modèles réduits

### Généralités
Divers domaines d'études conduisent à des expériences sur des modèles réduits, ce qui pose le problème de leur réalisme : les phénomènes aux deux échelles doivent être semblables. Par exemple, dans l'étude d'un écoulement autour d'un obstacle le sillage doit comporter, à l'échelle près, le même système de tourbillons ou de turbulence sur le modèle et sur le prototype.
Dire que les phénomènes sont semblables revient à dire que certains invariants doivent être conservés lorsqu'on change d'échelle. Ces invariants sont donc des nombres sans dimension qui doivent être construits à partir des grandeurs dimensionnelles qui caractérisent le phénomène. Dans ce qui suit, le cas des problèmes mécaniques, dans lesquels les trois grandeurs fondamentales sont la masse M, la longueur L et le temps T, sera seul considéré.
Dans ces conditions, toute grandeur physique est homogène à une expression de la forme Mα Lβ Tγ. Pour un nombre sans dimension, les exposants de chaque grandeur doivent être nuls.
Le premier problème consiste à déterminer quelles sont les grandeurs qui régissent le phénomène et celles qui sont négligeables (l'oubli d'une grandeur essentielle peut conduire à des résultats totalement erronés). Une fois que cette liste est établie, il faut en déduire les nombres sans dimension dont la conservation assurera la similitude.
Parmi ces nombres sans dimension, certains sont des rapports de longueurs : leur conservation caractérise la similitude géométrique qui n'appelle pas de commentaires particuliers. Seuls ceux qui font intervenir des grandeurs physiques présentent ici un intérêt.

### Exemples
Si on considère l’écoulement d’un fluide non visqueux dont la caractéristique essentielle est la compressibilité, l'analyse des équations d'Euler tout comme l'expérience montrent que les deux seuls paramètres significatifs, en plus de la géométrie, sont la vitesse V de l’écoulement non perturbé et un paramètre lié à la compressibilité, le plus simple étant la célérité du son dans le fluide notée a. Ces deux grandeurs ayant la même dimension, le nombre sans dimension à conserver s’en déduit immédiatement, c’est le nombre de Mach :
Si le fluide possède une surface libre, la compressibilité étant maintenant supposée négligeable, le problème se complique légèrement. Les paramètres en cause sont la vitesse V de dimension LT-1, une caractéristique linéaire D de dimension L et la pesanteur, qui maintient la surface libre, caractérisée par la grandeur g de dimension LT-2. Il faut alors chercher un nombre sans dimension de la forme
Pour que ce produit soit sans dimension, il faut que les exposants des deux grandeurs fondamentales L et T soient nulles (la masse M n’intervient pas) :
Dans ces deux équations à trois inconnues, l’exposant 1 est choisi arbitrairement pour la vitesse, ce qui conduit au nombre de Froude :
Si, alors qu’il n’y a plus de surface libre, la viscosité ne peut plus être négligée, outre V et D, il faut introduire la masse spécifique ρ du fluide et sa viscosité μ. Un calcul analogue au précédent conduit au nombre de Reynolds :
.

### Commentaire
Dans une expérience pratique, il est souvent impossible de satisfaire simultanément plusieurs conditions de similitude. Ainsi, lors du déplacement d'une maquette de navire, il faudrait en principe respecter la similitude de Reynolds pour décrire les frottements sur la coque et la similitude de Froude pour décrire le sillage sur la surface libre. Une inspection rapide des formules montre qu'une réduction de l'échelle devrait entraîner à la fois une réduction et une augmentation de la vitesse – sauf à pouvoir jouer sur la masse spécifique du fluide, sa viscosité ou la gravité. Dans ce cas, il faut respecter la similitude la plus importante, généralement la similitude de Froude. Si les contraintes, essentiellement financières, permettent d'atteindre une échelle suffisamment grande pour que l'effet d'échelle lié au non-respect de la similitude de Reynolds soit faible, le problème est ignoré. Sinon, il faut appliquer aux résultats une correction numérique déduite d'autres expériences.

## Interprétation des résultats d'essais
Dans ce qui précède, les nombres sans dimension sont considérés comme des marqueurs d'un phénomène bien déterminé : si l'un d'entre eux est modifié, les résultats doivent en principe changer. Quand des essais systématiques sont effectués pour obtenir des lois expérimentales, la présentation la plus efficace consiste à donner les résultats sous la forme d'une loi qui relie un nombre sans dimension à d'autres nombres sans dimension.
Une analyse plus approfondie peut même donner une idée sur la forme des lois à rechercher. Cette analyse peut s'appuyer sur le théorème de Buckingham mais une méthode plus élémentaire, due à lord Rayleigh, peut être utilisée dans les cas simples. On trouvera ci-dessous le canevas du calcul pour le problème classique de la force exercée sur un obstacle par l'écoulement d'un fluide que l'on supposera visqueux mais incompressible et sans surface libre. Les variables en cause, qui ne dépendent que de la masse M, de la longueur L et du temps T, sont 
- la force F de dimension MLT-2,
- une dimension D caractéristique de l'obstacle, de dimension L,
- l'incidence θ de l'écoulement par rapport à l'obstacle, qui ne dépend d'aucune des variables de base,
- la vitesse V de l'écoulement, de dimension LT-1,
- la masse spécifique ρ du fluide, de dimension ML-3,
- sa viscosité μ de dimension ML-1T-1.

Il faut exprimer la force comme une fonction inconnue des autres variables :
Si l'on considère cette fonction comme une sorte de série contenant des monômes dans lesquels les différentes grandeurs sont élevées à des puissances inconnues multipliés par un coefficient k sans dimension :
Une identification analogue à celle qui a été évoquée pour le nombre de Froude élimine trois des exposants et conduit à écrire la formule sous la forme :
qui contient deux paramètres indéterminés. La série se transforme en une fonction qui s'écrit sous la forme habituelle faisant intervenir une aire A caractéristique à la place du produit D2 :
Cette formule ne signifie pas que la force est proportionnelle au carré de la vitesse. En effet, celle-ci intervient à travers le nombre de Reynolds et, en d'autres circonstances, elle pourrait dépendre aussi du nombre de Mach et du nombre de Froude. Il existe des cas dans lesquels cette proportionnalité est bien vérifiée mais c'est une conséquence des expériences, pas de l'analyse dimensionnelle. Celle-ci ne peut qu'indiquer la forme la plus efficace pour décrire les lois physiques mais pas leur contenu.
Pour mettre en forme des résultats d'essais, cette formule s'écrit comme un nombre sans dimension fonction de deux autres nombres sans dimension :